# Gabriele Stein
Gabriele Stein (* 25. Juli 1941 in Tilsit; † 6. März 2020 in Tübingen) war eine deutsche Anglistin.

## Leben
Von 1961 bis 1968 studierte sie an der Universität Tübingen (Englische Philologie, Romanistik, Philosophie); mit Perioden an: Faculté des Lettres, Universität Dijon (1963/4), Westfield College (1965), Ausländeruniversität Perugia (1966), Universität von Paris (1966–1967). Nach der Promotion 1971 zum Dr. phil. in Tübingen war sie von 1981 bis 1990 Professorin (C4) für Linguistik des Englischen in Hamburg. Von 1990 bis 2006 war sie Professorin für Englische Sprache an der Universität Heidelberg.
Ihre Forschungsschwerpunkte waren Lexikologie (lexikalische Semantik, Wortbildung, Phraseologie), Lexikographie, Grammatik der englischen Sprache und Geschichte der englischen Sprache.
1999 wurde sie zum Mitglied der Academia Europaea gewählt.

## Schriften (Auswahl)
- Developing your English vocabulary. A systematic new approach. Tübingen 2002, ISBN 3-86057-727-1.
- A dictionary of English affixes. Their function and meaning. München 2007, ISBN 3-89586-387-4.
- Sir Thomas Elyot as lexicographer. Oxford 2014, ISBN 978-0-19-968319-2.
- Word studies in the Renaissance. Oxford 2017, ISBN 978-0-19-880737-7.